# Catherine Connolly

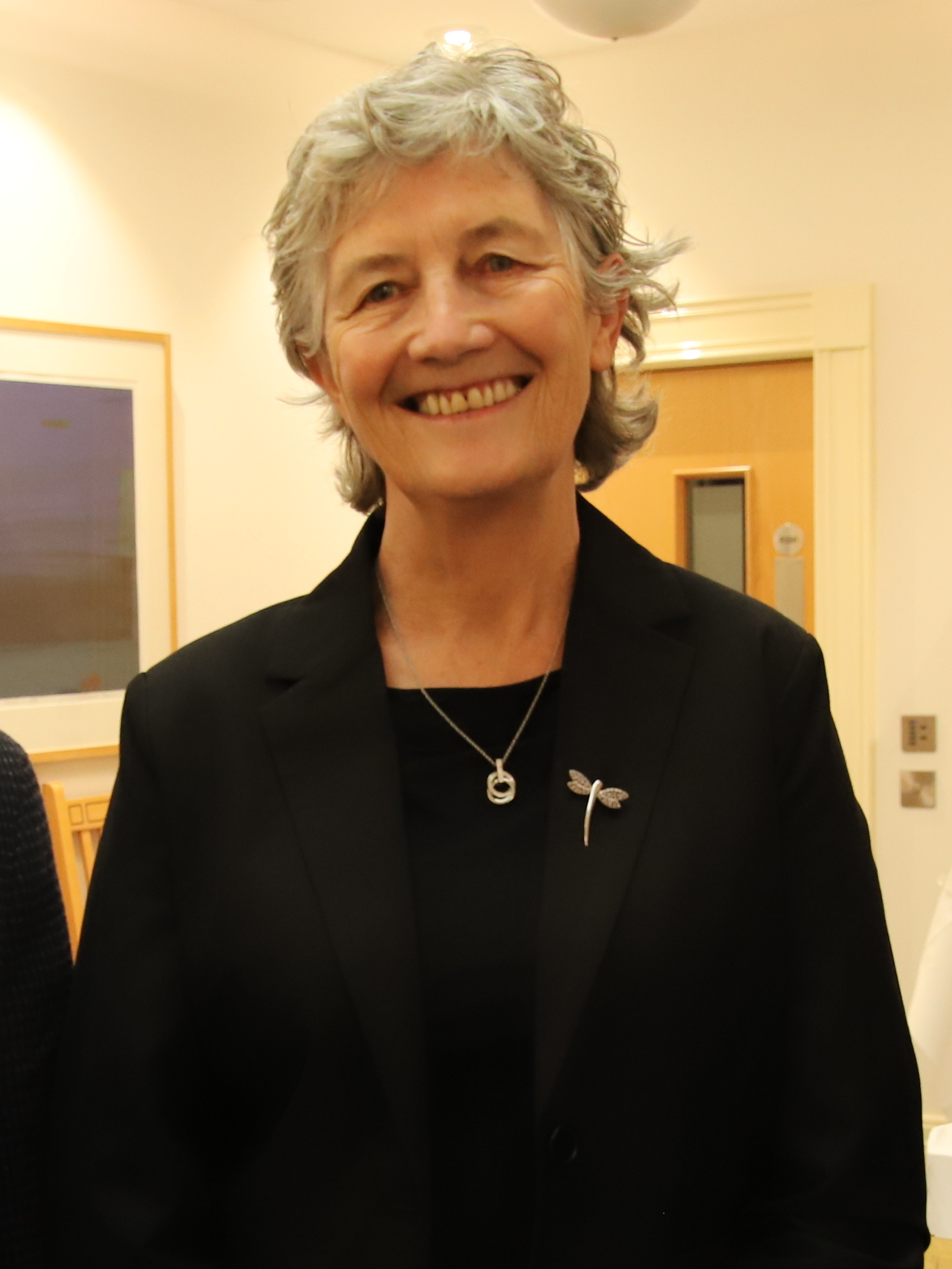
Catherine Connolly (2022)

Catherine Connolly (* 12. Juli 1957 in Galway) ist eine irische Politikerin und Mitglied des irischen Parlaments Dáil Éireann.

## Leben
Connolly ist Barrister (Prozessanwältin) und arbeitete zwischenzeitlich auch in der klinischen Psychologie.
Als Mitglied der Irish Labour Party wurde sie 1999 und 2004 in den Galway City Council gewählt. 2004 wurde sie zur Bürgermeisterin von Galway (Mayor of Galway) gewählt.
Sie trat 2006 aus der Labour Party aus, weil ihr eine Kandidatur neben Michael D. Higgins im Wahlkreis Galway West versagt wurde. Sie trat als Unabhängige dann bei den Wahlen 2007 an, wurde jedoch nicht gewählt. Auch 2011 war sie erfolglos, wenn auch die Wahl mit einem Unterschied von 17 Stimmen sehr knapp ausging. Erst bei den Wahlen 2016 konnte sie einen Sitz im Dáil Éireann erreichen. Diesen Sitz konnte sie 2020 verteidigen.
Im Juli 2020 wurde sie zur Leas-Cheann Comhairle (stellvertretende Sprecherin des Dáil). Überraschenderweise schlug sie in der Kampfabstimmung Fergus O’Dowd.

## Privates
Connolly ist seit 1992 mit Brian McEnery verheiratet, mit dem sie zwei Kinder hat. Sie spricht fließend irisch.